# Halo 2
Halo 2 è un videogioco sparatutto in prima persona del 2004 sviluppato da Bungie e pubblicato da Microsoft Game Studios per la console Xbox. Halo 2 è il secondo capitolo della serie di Halo e il seguito di Halo: Combat Evolved (2001).
Il gioco presenta nuove armi, nemici, veicoli e viene fornito con una modalità multigiocatore online tramite il servizio Xbox Live di Microsoft. Nella modalità storia, il giocatore assume il ruolo del supersoldato umano Master Chief e, in alcune missioni, di un extraterrestre chiamato l'Arbiter, in un conflitto del XXVI secolo tra l'umanità, raggruppata militarmente sotto il Comando spaziale delle Nazioni Unite (UNSC), un'alleanza di razze aliene nota come Covenant e dei parassiti conosciuti come Flood.
Dopo il successo di Halo: Combat Evolved, un sequel divenne molto atteso fra gli appassionati. Uno sviluppo travagliato e gli stringenti vincoli di tempo hanno costretto i creatori a partorire una campagna in forma ristretta rispetto a quanto pensato, con un brusco finale sospeso della storia principale. Tra il marketing di Halo 2 si annoverava uno dei primi alternate reality game, I Love Bees, che coinvolgeva i giocatori nella risoluzione di enigmi del mondo reale. Bungie ha supportato il gioco dopo la distribuzione con nuove mappe multiplayer e aggiornamenti finalizzati a risolvere problemi di cheating e glitch.
Halo 2 è stato un successo commerciale e di critica ed è spesso indicato come uno dei più grandi videogiochi di tutti i tempi. Il gioco è diventato il titolo più popolare su Xbox Live fino all'uscita di Gears of War, avvenuta quasi due anni dopo. Halo 2 è il videogioco Xbox di prima generazione più venduto, con oltre 8 milioni di copie. Il gioco ha ricevuto il plauso della critica, soprattutto per il multigiocatore; al contrario, la campagna e il suo finale non conclusivo hanno suscitato pareri non unanimi. La modalità online del gioco ha avuto una grande influenza e ha consolidato varie funzionalità divenute poi ordinarie nei giochi e nei servizi online futuri, inclusi il matchmaking, le lobby e i clan. Il marketing di Halo 2 riscosse un notevole successo al momento dell'uscita del prodotto, tanto che nel primo giorno di vendite stracciò tutti i record e incassò più dei blockbuster cinematografici. Un port del gioco per Windows Vista è uscito nel 2007, seguito da un remake in alta definizione come parte di Halo: The Master Chief Collection nel 2014.
Il gioco è stato seguito da un capitolo successivo, Halo 3, nel settembre 2007.

## Trama

### Ambientazione

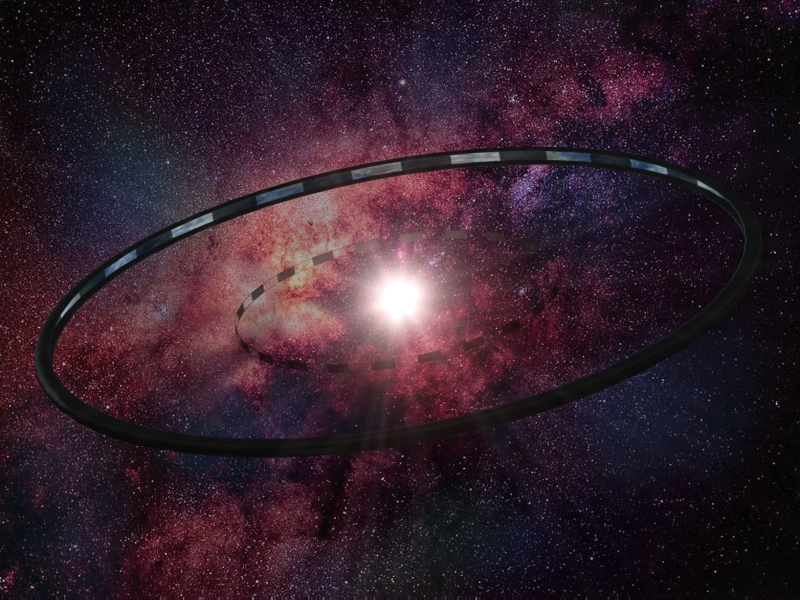
Il mondo ad anello de I burattinai di Larry Niven (Ringworld), elemento a cui l'azienda sviluppatrice Bungie si è ispirata per creare l'universo della saga di Halo

Halo 2 si svolge nel XXVI secolo, quando l'umanità, sotto l'egida del Comando spaziale delle Nazioni Unite o UNSC, ha scoperto come viaggiare nell'iperspazio e, grazie a tale innovazione, ha colonizzato numerosi pianeti. I mondi abitati dagli umani vengono attaccati da un'alleanza di razze aliene nota come Covenant. Dichiarando l'umanità un affronto ai loro dèi, i Precursori, i Covenant danno il via a una guerra santa e riescono a conseguire una serie di svariati successi per via della loro superiorità numerica e della migliore tecnologia di cui dispongono. Dopo che il pianeta umano Reach viene devastato, una singola nave, la Pillar of Autumn, riesce a compiere una rocambolesca fuga nello spazio profondo e a sfuggire dai Covenant. Benché ancora inseguiti da questi ultimi, l'equipaggio scopre un mondo a forma di anello creato dai Precursori detto Halo. Malgrado i Covenant credano che l'attivazione di tale installazione condurrà alla salvezza divina, gli umani scoprono che in realtà gli anelli sono delle armi dalla potenza mastodontica, costruite per causare l'estinzione di un terrificante parassita noto con il nome di Flood. Il supersoldato umano e sottufficiale John-117, alias Master Chief, e la sua compagna IA Cortana apprendono dal guardiano dell'installazione di Halo, 343 Guilty Spark, che l'attivazione degli anelli avrebbe distrutto ogni essere di vita senziente nella galassia per prevenire la diffusione dei Flood. Anziché attivare l'installazione, Master Chief e Cortana decidono di far esplodere i motori della Pillar of Autumn, distruggendo Halo e impedendo la fuga dei Flood. Master Chief e Cortana riescono a fare prontamente ritorno sulla Terra per avvertire di un'imminente invasione da parte delle forze Covenant.

### Storia
Halo 2 si apre con il processo a un comandante di razza Élite Covenant a bordo della struttura che funge da capitale dei Covenant, Alta Opera. Per la sua incapacità nell'arrestare la distruzione di Halo, l'Élite viene spogliato del suo rango, bollato come eretico e torturato da Tartarus, capo dei Brute, un'altra razza Covenant. Graziato dall'esecuzione a cui era stato condannato, i leader dei Covenant, gli Alti Profeti della Verità, del Rimorso e della Pietà, concedono all'ex comandante la possibilità di diventare un Arbiter, un grado assegnato agli Élite in tempi di grande crisi o disordini. In questa nuova veste, l'alieno reprime una ribellione e recupera 343 Guilty Spark, sopravvissuto alla distruzione del primo Halo nel capitolo precedente.
Sulla Terra, l'ammiraglio della flotta Hood elogia il comandante e il sergente Avery Johnson per le sue imprese eseguite sull'installazione 04, con il comandante Miranda Keyes che accetta una medaglia destinata al suo defunto padre, il capitano Jacob Keyes. Una flotta Covenant viene intercettata all'improvviso vicino alla Terra e, nella battaglia che si scatena, l'astronave con a bordo il Profeta del Rimorso riesce ad eludere le difese e ad atterrare sul pianeta assediando la città africana di Nuova Mombasa. Master Chief aiuta a respingere l'invasione e, quando la sua flotta viene praticamente distrutta, Rimorso compie un frettoloso salto nell'iperspazio direttamente dentro la città, costringendo Keyes, Johnson, Cortana e Master Chief a inseguire il leader Covenant a bordo della nave UNSC In Amber Clad. L'equipaggio scopre un'altra installazione Halo, la 05; rendendosi conto del pericolo rappresentato dall'anello, Keyes ordina Master Chief di eliminare Rimorso mentre lei e Johnson cercano l'Indice, la chiave di attivazione di Halo.
Rispondendo alla richiesta di soccorso di Rimorso, Alta Opera e la flotta Covenant arrivano presso l'anello. Dopo che Master Chief riesce a uccidere Rimorso, i Covenant bombardano la sua posizione; egli cade in un lago, dove viene trascinato via dai tentacoli di una creatura misteriosa. La morte del profeta innesca discordia tra le razze del Covenant, poiché i Profeti elevano i Brute all'importante ruolo di guardia d'onore, destituendo gli Élite. Nel frattempo, l'Arbiter, anch'egli incaricato di recuperare l'Indice, riesce a sconfiggere i nemici che si frappongono tra lui e l'obiettivo e prevale su Johnson e Keyes, già arrivati all'oggetto con leggero anticipo. Subito dopo arriva Tartarus, il quale gli rivela che i Profeti gli hanno ordinato di annientare gli Élite e fa precipitare l'Arbiter in un profondo baratro.
L'Arbiter incontra Master Chief nelle profondità di Halo grazie all'intervento di un'imponente creatura Flood chiamata Mente Suprema. Quest'ultima rivela all'Arbiter che il Grande Viaggio, ovvero l'idea di attivare gli anelli per giungere alla salvezza divina, è in realtà una menzogna e invia i due combattenti in luoghi diversi per far sì che Halo non venga messo in azione. Master Chief viene teletrasportato su Alta Opera, mentre l'Arbiter piomba in una zona in cui è in corso la guerra civile con i Brute. La In Amber Clad, infestata nel frattempo dai Flood, si schianta nella città capitale dei Covenant e Cortana si rende conto che la Mente Suprema li ha usati come distrazione. In concomitanza con quando il parassita inizia a invadere Alta Opera, anche il Profeta della Pietà viene consumato. Nel frattempo, Tartarus viene spedito per ordine del Profeta della Verità sull'installazione 05 con Keyes, Johnson e Guilty Spark al fine di attivare l'anello. Master Chief segue Verità a bordo di una nave dei Precursori intenta a lasciare la città; Cortana rimane indietro per distruggere Alta Opera e anche Halo nel caso in cui Tartarus riesca ad attivare l'anello. Sulla superficie dell'anello, l'Arbiter unisce le forze con Johnson e forma una nuova alleanza per affrontare Tartarus, localizzato nella sala di controllo di Halo. Quando l'Arbiter cerca di convincere il leader dei Brute che i Profeti li hanno traditi, Tartarus attiva invece l'anello e innesca una battaglia. L'Arbiter e Johnson uccidono Tartarus mentre Keyes rimuove l'Indice; la disattivazione inaspettata mette l'Installazione 05 e tutti gli altri Halo in standby per l'attivazione remota da un luogo che 343 Guilty Spark chiama l'Arca. Nel frattempo, la nave di Verità arriva sulla Terra e Master Chief informa l'ammiraglio Hood che è giunto di nuovo in campo per porre fine alla battaglia.
In una scena successiva ai riconoscimenti, si ascolta la Mente Suprema, ormai padrona di Alta Opera, chiedere a Cortana di rispondere a delle domande.

## Modalità di gioco
Halo 2 è un videogioco sparatutto in prima persona, con una prospettiva in terza persona che entra in azione solamente quando si utilizzano i veicoli. I giocatori impiegano una combinazione di armi e veicoli umani e Covenant per progredire attraverso i livelli del gioco. Alcune armi possono essere impugnate con due mani, consentendo al giocatore di aumentare la raffica del fuoco sparato e sacrificando la possibilità di lanciare delle granate e di colpire in corpo a corpo. Il giocatore può trasportare due armi alla volta (o tre se ne impugna due contemporaneamente, con un'arma che rimane nella fondina), con ciascuno degli equipaggiamenti che ha propri punti di forza in base alle diverse situazioni di combattimento. La maggior parte delle armi Covenant, ad esempio, non impiega i classici caricatori di munizioni ma batterie al plasma, le quali si surriscaldano oltre una certa fascia e non possono essere ricaricate una volta esauritesi. Le armi umane sono meno efficaci nel causare danni agli scudi energetici e richiedono operazioni di ricarica, ma non possono surriscaldarsi a causa del fuoco prolungato. A differenza del titolo precedente, i giocatori possono dirottare veicoli nemici e assumerne rapidamente il controllo. Il giocatore è dotato di uno scudo che assorbe i danni e si rigenera quando non riceve colpi al suo indirizzo; al contrario di Halo: Combat Evolved, la barra della salute non è visibile.
La modalità "Campagna" consente di avviarla sia in giocatore singolo sia in modalità cooperativa nel multigiocatore. L'utente deve completare una serie di livelli attraverso cui si sviluppa la trama di Halo 2. Le sequenze della storia si alternano tra Master Chief e un Élite Covenant chiamato Arbiter, che occupano ruoli diametralmente opposti nel conflitto tra umani e alieni. A parte la storia personale e l'aspetto estetico, l'Arbiter differisce da Master Chief solo per il fatto che la sua armatura è priva di torcia; al suo posto, è presente una versione ricaricabile di breve durata di mimetizzazione attiva che scompare quando il giocatore attacca o subisce danni. Esistono quattro livello di difficoltà nella modalità campagna, ovvero Facile, Normale, Eroica e Leggendaria. Un aumento della difficoltà comporterà un incremento del numero, del grado, della salute, dei danni e della precisione dei nemici; una riduzione della durata e un aumento del tempo di ricarica per la mimetica attiva dell'Arbiter; una diminuzione della salute e degli scudi del giocatore; occasionali cambiamenti nei dialoghi. L'intelligenza artificiale nemica e amica è dinamica, con il risultato che non reagisce meccanicamente ogni volta che incontra il giocatore.

### Multigiocatore
Come in Halo: Combat Evolved, la versione Xbox di Halo 2 presenta un sistema multiplayer che consente ai giocatori di competere tra loro in modalità schermo condiviso e system link; inoltre, si può beneficiare del servizio multiplayer online fornito da Xbox Live. Quest'ultimo, assieme ai contenuti scaricabili della versione Xbox di Halo 2 è stato supportato fino all'interruzione del servizio nell'aprile 2010, con la sessione multiplayer finale che si concluse il 10 maggio, quasi un mese dopo la chiusura ufficiale del servizio. Il multigiocatore per la versione PC del gioco impiega invece il servizio Games for Windows - Live. I server multiplayer per PC andarono offline nel giugno del 2013.
Anziché implementare il multiplayer facendo in modo che i giocatori si unissero manualmente alle lobby, circostanza comune nei giochi dell'epoca, Halo 2 sfruttava il sistema del matchmaking. I giocatori selezionavano pertanto il tipo generale di partita che desideravano impostare e il videogame provvedeva a selezionare una mappa e una modalità specifica, oltre a trovare automaticamente altri utenti. Un simile meccanismo, funzionante grosso modo alla stregua di una playlist musicale, automatizzava il processo di ricerca delle partite allo scopo di mantenere costante in ogni momento il flusso di partite disponibili e combinava un sistema di spartizione dei giocatori in base alla loro esperienza conseguita online.

## Sviluppo
Halo non era stato concepito come primo tassello di una trilogia, ma il successo conseguito tramite le vendite (più di 5 milioni di copie in tre anni) e le buone recensioni della critica su Combat Evolved spianarono la strada per la realizzazione di un sequel. Il direttore generale di Xbox J. Allard confermò che Halo 2 era in produzione all'Electronic Entertainment Expo del 2002, con un'uscita pianificata in tempo per le festività natalizie del 2003.
In verità, molti in Bungie desideravano realizzare un sequel, soprattutto basandosi sulle idee tagliate da Combat Evolved con un seguito più ambizioso. Il supporto aggiunto fornito dall'editore per un secondo capitolo consentì un maggiore margine di manovra e la capacità di tornare a ipotesi più ambiziose accantonate durante lo sviluppo di Combat Evolved. Non soddisfatto di aggiungere semplicemente contenuti tagliati al seguito, il designer Jaime Griesemer ricordò che il team «triplicò gli sforzi», ricostruendo il motore grafico, cambiando quello fisico e preoccupandosi di un miglior sistema relativo al volume delle ombre. Si temeva che lo sviluppo del gioco avrebbe risentito della mancanza di una chiara leadership, poiché le prime discussioni si tennero tra piccoli gruppi di lavoratori che non discutevano tra di loro. Il cofondatore di Bungie e responsabile del progetto Jason Jones, provato dallo sforzo prodigato per la realizzazione Combat Evolved, fu a suo dire altrettanto sollecitato durante la produzione di Halo 2. Per questo motivo, Jones lasciò il progetto per lavorare su un altro gioco della Bungie, Phoenix, lasciando in tal modo meno persone a lavorare su Halo 2. La partenza del cofondatore di Bungie Alex Seropian nel 2002 causò ulteriori attriti e politiche proprio in quel posto di lavoro dove Seropian aveva una volta mediato delle tensioni. Lo scrittore Joseph Staten descrisse in siffatta maniera le ambizioni del team:
Griesemer esplicò lo stesso concetto in modo più schietto: «Come si dice? Mettere dieci libbre di merda in una borsa da cinque? Abbiamo davvero cercato di riempirla troppo e ne abbiamo pagato il prezzo».
Una caratteristica importante per Halo 2 riguardava il multiplayer e il suo rapporto con Xbox Live. Il servizio su Combat Evolved era stato realizzato tramite System Link ed era quasi stato scartato del tutto nella fretta di completare il prodotto. La maggioranza dei giocatori non prese mai parte a mappe di grandi dimensioni, mentre un sottoinsieme apprezzò molto la frenesia dei combattenti a 16 giocatori, avendo collegato per l'occasione le console con i cavi di rete appositi affinché fosse possibile. «Abbiamo interagito con il piccolo gruppo di fan che è stato in grado di farlo», dichiarò il responsabile dell'ingegneria Chris Butcher, «e [abbiamo compreso] quanto si stessero divertendo, chiedendoci se si potesse allargare lo stesso servizio per tutti. Sarebbe stato qualcosa di veramente speciale, di davvero unico». All'inizio, il multiplayer di Combat Evolved avrebbe dovuto comprendere mappe e un totale di giocatori maggiori di quelli proposti nella versione definitiva, cosa che spinse i membri del team a riconsiderare una riproposizione di tale progetto su Halo 2. Tale filone si dichiarò propensò a rimuovere le modalità multiplayer più ridotte ed eliminare le capacità di schermo condiviso a livello locale del primo gioco. Il designer Max Hoberman si oppose fermamente alla rimozione di quello che riteneva uno degli elementi di maggiore successo del capitolo precedente. Per placare la querelle, si scelse di incaricare una piccola squadra di sviluppare ulteriormente il multiplayer dell'arena su piccola scala, mentre altri dipendenti avrebbero sviluppato una più modalità di più ampio respiro più affollata. La Bungie promise nelle anteprime che il fulcro del multiplayer online sarebbe ruotato attorno a squadre composte tra Spartan umani ed Élite Covenant, con i giocatori in grado di ordinare attacchi aerei. Il passo di Hoberman prevedeva di rendere possibile gustarsi sul divano e online il multiplayer di Halo 2. Poiché Hoberman non era un eccellente giocatore di videogame, egli voleva assicurarsi che il gioco rimanesse divertente anche per i giocatori meno abituali, piuttosto che soddisfare quelli molto competitivi. Il sistema di matchmaking delle playlist e la facoltà di consentire agli amici di «creare dei party» su Xbox Live per giocare insieme risultarono fondamentali per creare una comunità globale di giocatori.
La storia di Halo 2 nacque sulla base di tutti gli elementi scartati in Combat Evolved. Jason Jones riorganizzò le idee principali per la storia del sequel e si rivolse a Staten per uno spunto ulteriore. Secondo quest'ultimo, tra gli elementi non approdati al prodotto finale vi era un'«orribile scena di tradimento» in cui Miranda Keyes legava una bomba alla schiena di Master Chief e lo gettava in una buca per vendicare la morte di suo padre; Staten commentò a tal proposito: «Jason [Jones] stava attraversando una fase piuttosto travagliata in quel momento e penso che ciò avesse qualcosa a che fare con questo». Staten e Griesemer discussero dell'ipotesi di analizzare la guerra dal punto di vista dei Covenant, immaginando di dare vita a un gioco raccontato dalla prospettiva di un guerriero Covenant noto come The Dervish (Derviscio). Verso la fine dello sviluppo, Dervish fu convertito nell'Arbiter, dopo che i team legali di Microsoft temevano che il gioco stesse inviando un messaggio relativo all'Islam.
Nel febbraio 2003, la Bungie cominciò a sviluppare una demo del gioco in vista dell'E3 del 2003. La dimostrazione, la quale costituì il primo gameplay ammirabile dal pubblico, mostrò sin da subito nuovi nemici e abilità. Molti elementi del trailer, tuttavia, non erano pronti per il gioco; l'intero motore grafico utilizzato nel filmato andò scartato e l'ambiente del trailer non apparì mai nella versione finale a causa delle limitazioni sulle dimensioni degli ambienti di gioco. Elementi come il dirottamento di veicoli erano interamente sceneggiati e, al fine di mantenere le prestazioni a un livello accettabile, un membro dello staff di Bungie eliminò alcuni oggetti dal gioco mentre il giocatore vi passava. Le modifiche apportate al motore fecero slittare la creazione di Halo 2 di almeno un anno e le risorse e le località elaborate dai team di progettazione e artistici non poterono essere dispiegate, generando così un intoppo significativo in fase di lavorazione. Griesemer ricordò infatti che, per via di queste problematiche, lo sviluppo «stava regredendo» e, dopo l'E3, il gruppo si rese conto che gran parte di ciò su cui aveva lavorato negli ultimi due anni avrebbe dovuto essere scartato.
Per spedire il gioco, la Bungie si convinse ad abbassare le proprie ambizioni per la campagna in singolo e il multiplayer del prodotto. Tutti gli altri progetti Bungie, incluso Phoenix, affrontarono la cancellazione, con ogni membro dell'azienda che si concentrò su Halo 2 per completarlo. La campagna subì un completo ripensamento e rimase ingiocabile per più di un anno durante lo sviluppo del multigiocatore. Alla fine, una sorta di terzo atto del gioco in cui Master Chief e Arbiter facevano insieme ritorno sulla Terra per sconfiggere i Profeti finì nel cestino. Staten sperava che il finale sospeso avrebbe ricevuto lo stesso trattamento delle scene conclusive de L'impero colpisce ancora. Alcuni dei veicoli in cantiere, incluse delle varianti alla jeep Warthog e un veicolo fuoristrada, furono scartati definitivamente.
Considerate tutte le problematiche sulla campagna, ci si concentrò molto poco sulla grande modalità in multigiocatore che avrebbe dovuto coinvolgere più di 16 utenti. Alla fine, l'intero progetto cadde nel dimenticatoio e si preferì adottare i suggerimenti di Hoberman, ovvero il proposito di potenziare le partite con al massimo 16 utenti. L'ingegnere Chris Butcher commentò: «Per Halo 2 avevamo puntato molto sul networking. Passare dall'assenza del multiplayer su Internet allo sviluppo di un modello online completamente nuovo rappresentò una grande sfida da affrontare partendo da zero, e di conseguenza abbiamo dovuto lasciare molte cose in sospeso per rispettare l'impegno sulla data di spedizione che avevamo comunicato ai nostri fan».
Essendo uno dei giochi "tentpole" di Microsoft, ovvero con l'intera campagna pubblicitaria avviata già tempo prima dell'uscita, l'editore dispose di due ricercatori a tempo pieno sull'esperienza utente che gestirono un gruppo di game tester al lavoro per il titolo. I ricercatori sfruttarono dei test di gioco, dei sondaggi e delle prove di utilizzabilità per fornire alla Bungie dei pareri su come sarebbe stato giudicato il gioco. Le opinioni sul sistema di matchmaking ricevettero commenti molto sfavorevoli, con i partecipanti al test che preferirono il controllo offerto dai server tradizionali. Il ricercatore John Hopson ricordò che, mentre suggerivano a Bungie di cambiare il sistema di matchmaking, gli sviluppatori rimasero convinti che il loro nuovo approccio sarebbe stato migliore nel mondo reale; in seguito, Hopson si accodò alla loro scelta, dicendo che gli sviluppatori erano praticamente arrivati a un soffio dal poter rovinare il gioco. Per mettere alla prova le condizioni della rete nel mondo reale, la Bungie eseguì un'alfa test chiuso al pubblico del multiplayer con 1.000 dipendenti Microsoft per cinque settimane.
In virtù del successo rappresentato da Combat Evolved, gestire lo sviluppo di Halo 2 era diventato un problema per la Microsoft, in quanto la validità della piattaforma Xbox si basava essenzialmente su Halo. L'azienda di proprietà di Bill Gates esercitò inizialmente delle pressioni sulla Bungie affinché il gioco fosse pronto come titolo di lancio per Xbox Live nel novembre del 2002, richiesta a cui i dipendenti di Bungie risposero che sarebbe stato impossibile esaudire. A un certo punto, i dirigenti di Microsoft si trovarono costretti a decidere se forzare Bungie a spedire il gioco incompleto oppure concedere un altro anno di tempo di sviluppo. Il capo di Microsoft Studios Ed Fries si ritirò dalla votazione e minacciò di dimettersi allo scopo di concedere a Bungie del tempo ulteriore.
Perdere le ultime festività natalizie della Xbox prima che la sua console successiva, la Xbox 360, venisse spedita non risultava un'opzione disponibile sul tavolo. Al fine di adempiere alla nuova data di uscita prevista, il 9 novembre 2004, per concludere il lavoro la Bungie entrò nel «più oscuro di tutti i periodi di crunch». «Molte persone si sono sacrificate in modi che non dovresti mai fare per mantenere il tuo lavoro», ricordò il responsabile del design Paul Bertone; egli allevò il suo cane per quasi due mesi in ufficio, luogo dove tra l'altro dormì negli ultimi giorni di sviluppo. Griesemer affermò che questo periodo particolarmente turbolento, ritenuto alla base delle principali carenze di Halo 2, impedì quella «pulizia» necessaria verso la fine del ciclo di sviluppo. Butcher descrisse retrospettivamente la modalità multiplayer di Halo 2 come «una pallida ombra di cosa avrebbe potuto e dovuto essere» a causa del grande affanno di quella parentesi temporale.

## Colonna sonora
La colonna sonora di Halo 2 andò composta principalmente da Martin O'Donnell e dal suo collaboratore musicale Michael Salvatori, il team che aveva composto i brani acclamati dalla critica per il primo Halo. O'Donnell sottolineò come concepire dei brani per Halo 2 «non si rivelò affatto semplice. Vuoi rendere tutto ciò che era bello ancora migliore e scartare tutto quello che non convinceva». O'Donnell si assicurò che nessuna sezione del gioco fosse completamente priva di colonna sonora, rimarcando come «lasciare in sottofondo dei brani in riproduzione è uno dei modi principali per far immergere psicologicamente le persone. Una stanza buia è inquietante, ma se aggiungi un pavimento scricchiolante e dei topi che corrono sopra le pareti essa diventa "davvero" inquietante». Halo 2, a differenza del suo predecessore, è stato mixato per sfruttare appieno il Dolby Digital surround 5.1.
Nell'estate del 2004, il produttore Nile Rodgers e O'Donnell decisero di pubblicare i lavori ultimati di Halo 2 su due CD separati. Il primo, sotto il nome di Volume One, è uscito il 9 novembre 2004 e conteneva tutti i temi originali insieme ai brani su licenza presenti nel gioco (ovvero quelli realizzati da Steve Vai, Incubus, Hoobastank e Breaking Benjamin). La seconda versione, il Volume Two, conteneva ogni altro brano non compreso nella prima raccolta e si distingueva in quanto, a differenza dell'altro gruppo di brani, non fu reso disponibile prima dell'uscita del gioco. Nel 2014 la musica riprodotta nel corso del gioco è stata ri-registrata e rimasterizzata per la versione di Halo 2 Anniversary presente nella Master Chief Collection, che comprendeva le versioni di tutti i giochi di Halo con Master Chief come protagonista.

## Distribuzione

### Promozione

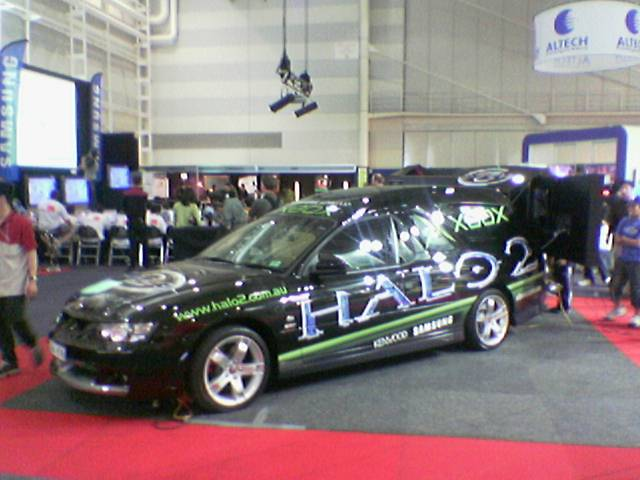
Una Holden Commodore in tournée in Australia per commercializzare Halo 2

Halo 2 fu ufficialmente annunciato nel settembre 2002 con un trailer cinematografico, previsto per l'uscita nel periodo festivo 2003. Un primo grande sguardo al gioco poté essere dato in occasione con la demo dell'E3 2003 a maggio; Halo 2 rappresentò la presentazione più seguita della Microsoft all'evento, con alcuni giornalisti che ritennero che il gioco fosse di una qualità troppo elevata per trattarsi un gameplay dal vivo, considerandola invece una scena tagliata. Dopo i primi slittamenti, l'uscita venne posticipata al primo trimestre del 2004 e poi ancora al Natale del 2004. La data di uscita finale del 9 novembre andò confermata all'E3 2004, quando il multiplayer del prodotto risultava giocabile nella sala delle esposizioni. Il dirigente Microsoft Peter Moore svelò per l'occasione la manica per rivelare la data tatuata sul bicipite.
Microsoft intendeva commercializzare Halo 2 non solo come videogioco, ma alla stregua di evento culturale. Parte del suo fascino diffuso sarebbe derivato dalla natura aggregante del multiplayer, ma al tempo la Microsoft si concentrò sulla commercializzazione del prodotto secondo campagne pubblicitarie tradizionale. Un trailer del gioco finì persino nelle sale cinematografiche, evento che rese Halo 2 il primo videogioco mai pubblicizzato in tale maniera. L'attesa per il titolo crebbe anche grazie alla stampa, con la Microsoft che confidò a un giornalista che la futura recensione che avrebbero redatto su Halo 2 sarebbe stata la più importante della sua carriera. Il marketing si concentrò fortemente su Master Chief e la difesa della Terra, lasciando la scoperta dell'Arbiter quale personaggio giocabile una sorpresa.
La messa in commercio di Halo 2 fu preceduto da promozioni e tie-in di prodotti. All'E3 2004 si tenne il "Celebrity Pre-Release Party" dedicato a Halo 2, durante il quale una residenza privata fu trasformata in modo da replicare il mondo di Halo, con tanto di marine mimetizzati e Cortana in roaming. Gli eventi di lancio non si svolsero soltanto in Nord America, benché di certo suscitò effetto la fila di giocatori in attesa per ore lunga due isolati a Times Square, la piazza principale di New York. La versione francese del gioco cominciò ad essere resa pubblica su un software pirata su Internet ad ottobre, attirando l'interesse di numerose persone.
Oltre alle forme più tradizionali di promozione, Halo 2 faceva anche parte di un ingegnoso e complesso progetto in stile alternate reality game intitolato I Love Bees. Microsoft contattò Elan Lee della 42 Entertainment, che aveva contribuito al lancio della Xbox con l'azienda con sede nello stato di Washington, per la produzione di un gioco tie-in. Secondo le stime, I Love Bees costò circa un milione di dollari. Il gioco ruotava attorno a un sito web hackerato, un finto indirizzo dedicato all'apicoltura, dove risiedeva un'IA del futuro di nome Melissa. Il progetto attirò molta risonanza mediatica, gareggiando addirittura in termini di attenzione con le elezioni presidenziali del 2004 in corso negli USA. Il gioco conseguì un premio per la creatività alla quinta edizione del Game Developers Choice Awards, venendo altresì nominato per un Webby Award. Nel complesso, quasi 3 milioni di persone si interessarono al misterioso gioco.
Al momento della vendita, Halo 2 risultava disponibile in un'edizione standard e in una limitata, con quest'ultima che includeva il prodotto in una confezione particolare e in una custodia di metallo. Inoltre, comprendeva dei contenuti bonus riproducibili su un DVD extra, come un documentario sulla realizzazione, una galleria di immagini e delle prove audio. A rendere particolare un altro contenuto era il libretto di istruzioni, scritto dal punto di vista dei Covenant piuttosto che da quello dell'UNSC impiegato nell'edizione normale.

### Aggiornamenti e DLC
Il multiplayer di Halo 2 patì presto dei comportamenti scorretti messi in atto dagli utenti dopo l'uscita del gioco. Alcuni sfruttavano il sistema dello "standbying" o del "lag kill" per imbrogliare, ospitando una partita e mettendo intenzionalmente in standby il proprio modem. Ciò comportava il blocco di tutti gli altri giocatori sul posto e permetteva a chi ne approfittava di uccidere altri giocatori o catturare obiettivi. Un altro meccanismo, detto "BXR", consentiva ai giocatori di annullare le animazioni corpo a corpo e attaccare rapidamente per ottenere uccisioni istantanee. Piuttosto che affidarsi esclusivamente a segnalazioni degli utenti sui comportamenti scorretti, la Bungie sfruttò la sua raccolta di statistiche di gioco in modo diretto al fine di scovare i giocatori che baravano, con il risultato che riuscì a creare un sistema di ban automatico.
Bungie rese disponibili diversi pacchetti mappe per Halo 2, aggiungendo nuovi ambientazioni per le partite multiplayer. Il pacchetto mappe multiplayer, uscito il 5 luglio 2005, portava con sé contenuti e aggiornamenti Xbox Live disponibile per i giocatori offline. Il disco conteneva un aggiornamento del software del gioco, nove mappe inedite da esplorare, un documentario sulla creazione e, tra le altre novità, un filmato bonus intitolato "Another Day on the Beach". Il pacchetto Blastacular (Blastacular Map Pack) includeva due mappe aggiuntive e fu pubblicato più tardi, nell'aprile del 2007: il 7 luglio il contenuto divenne reperibile gratuitamente.
Halo 2 era uno dei giochi Xbox retrocompatibile sulla console Xbox 360. Sulla console più recente, il gioco gira ad alta definizione 720p e gli interi filmati sono stati curati con la tecnica dell'antialiasing. I servizi online di Halo 2 venne interrotto insieme ad altri giochi per console Xbox originali nel 2010.

## Riedizioni
Nel febbraio 2006, Microsoft annunciò un porting per PC di Halo 2, compatibile esclusivamente per il sistema operativo Windows Vista. Come la versione Xbox, l'uscita di Halo 2 Vista affrontò ripetuti rinvii. La data di uscita del 22 maggio 2007 venne posticipata al 31 maggio dopo la scoperta di una parziale nudità nell'editor di mappe del gioco: nello specifico, vi era una fotografia di Charlie Gough, uno dei Lead Engineer, mostrava le natiche a Steve Ballmer durante la sua visita allo studio, un evento presentato come parte del messaggio di errore ".ass". Microsoft offrì delle patch a rimuovere il contenuto di nudo e rivalutò il confezionamento del prodotto. Il gioco sarebbe stato poi abilitato a funzionare su Windows XP tramite una patch non ufficiale e realizzata da terze parti. A Halo 2 Vista lavorò un piccolo gruppo di dipendenti della Microsoft Game Studios (soprannominatosi Hired Gun) che operò a stretto contatto con la Bungie. Risultando uno dei titoli di lancio di Games for Windows - Live, il gioco offriva funzionalità Live non disponibili nella versione Xbox, come il supporto "Guide" e il meccanismo degli obiettivi. Il port per Windows aggiungeva inoltre due mappe multiplayer esclusive e un editor di mappe.
Un remake ad alta definizione di Halo 2 intitolato Halo 2 Anniversary uscì come parte della Halo: The Master Chief Collection l'11 novembre 2014, per Xbox One. Successivamente, la possibilità di scaricarlo venne estesa al PC tramite Steam e Windows Store.
Alcune mappe multiplayer di Halo 2 come Lockout e Midship hanno avuto da parte di Bungie dei remake ufficiali, a grande richiesta, anche in Halo 3 e Halo: Reach.

## Accoglienza

### Vendite e popolarità
Halo 2 andò in commercio dal 9 novembre 2004 in Canada, Australia, Nuova Zelanda e Stati Uniti. L'attesa per il prodotto si rivelò, come anticipato, particolarmente alta; la cifra record di 1,5 milioni di copie era già stata preordinata tre settimane prima dell'uscita. Le grandi file di consumatori che affollarono più di 7.000 negozi in Nord America attirarono presto ancora una volta l'attenzione dei media. Alle uscite nei Paesi sopraccitati seguirono quelle il 10 novembre 2004 in Francia e parti d'Europa, così come l'11 novembre nel Regno Unito, in Giappone e altrove; il gioco uscì in otto lingue e in un totale di 27 nazioni.
Il gioco vendette 2,4 milioni di copie per un totale di ricavi pari a 125 milioni di dollari nelle prime 24 ore sugli scaffali dei negozi, scavalcando il film Pirati dei Caraibi - La maledizione del forziere fantasma come uscita con il maggior incasso nella storia dell'intrattenimento. Il gioco fece registrare l'acquisto di 260.000 copie nel Regno Unito nella sua prima settimana, rendendolo il terzo titolo più veloce a conseguire un simile numero di vendite nelle isole britanniche. In virtù delle cifre conseguite, Halo 2 ricevette un "Doppio platino" dalla Entertainment and Leisure Software Publishers Association (ELSPA), con almeno 600.000 copie acquistate nel Regno Unito. Si trattò del secondo videogioco più richiesto nel 2004 negli USA dopo Grand Theft Auto: San Andreas, con 4,2 milioni di unità vendute.
Al lancio, Halo 2 risultava il videogioco più popolare su Xbox Live, mantenendo quel primato fino alla messa in commercio di Gears of War per Xbox 360 avvenuta quasi due anni dopo. Nelle prime dieci settimane dall'uscita del prodotto, i giocatori totalizzarono complessivamente 91 milioni di ore di gioco; entro giugno 2006, erano state disputate più di 500 milioni di partite di Halo 2 e trascorse più di 710 milioni di ore di accesso su Xbox Live. Nel 2007, il totale di utenti che aveva trascorso almeno un minuto su Halo 2 superava i cinque milioni di persone. Halo 2 resta ad oggi il gioco Xbox di prima generazione con i migliori incassi, con almeno 6,3 milioni di copie vendute negli Stati Uniti e 8,46 milioni di copie in totale.

### Critica contemporanea
| Testata       | Versione | Giudizio |
| ------------- | -------- | -------- |
| Metacritic    | PC       | 72/100   |
| Metacritic    | Xbox     | 95/100   |
| Edge          | Xbox     | 9/10     |
| Game Informer | PC       | 8/10     |
| Game Informer | Xbox     | 10/10    |
| GameSpot      | PC       | 7/10     |
| GameSpot      | Xbox     | 9.4/10   |
| GameSpy       | PC       | 3/5      |
| GameSpy       | Xbox 360 | 5/5      |
| IGN           | PC       | 7.5/10   |
| IGN           | Xbox     | 9.8/10   |

Halo 2 ha ricevuto il plauso della critica al momento dell'uscita. Sul sito di aggregazione delle recensioni Metacritic, la versione Xbox vanta un punteggio complessivo di 95 su 100. I critici lo hanno generalmente considerato un degno successore dell'acclamato Combat Evolved. Greg Kasavin di GameSpot ha ritenuto il gioco costruito con successo sulle fondamenta del suo predecessore e, nonostante delle carenze, la varietà dei contenuti lo aveva reso uno dei migliori giochi d'azione disponibili.
GameSpy lo mise al primo posto nella classifica dei "giochi dell'anno" del 2004.
La presentazione audiovisiva del gioco può vantare altrettanti elogi. Il multigiocatore è stato definito in maniera entusiastica come il migliore disponibile su Xbox Live all'epoca. Game Informer, insieme a numerosi altri siti, lo ha valutato con maggiore favore rispetto al primo capitolo, sottolineando i migliori apportati nel multiplayer e la minore ripetitività del gameplay. La maggior parte dei critici ha notato che Halo 2 era rimasto fedele alla formula che aveva reso il suo predecessore di successo, malgrado proprio questa scelta avesse suscitato alcune delle opinioni negative. La recensione di Edge ha ritenuto che Halo 2 avrebbe potuto essere riassunto con una frase del suo script: «Non è un nuovo progetto, ma sappiamo che funzionerà».
La modalità campagna del gioco ha suscitato alcune critiche perché considerata troppo breve, e per aver presentato un brusco finale sospeso. GameSpot ha fatto notare come, sebbene la storia si fosse concentrata sulla lotta tra i Covenant e gli umani rendendo la trama più intricata, aveva fatto dimenticare al giocatore della sopravvivenza della Terra e dal fulcro principale del gioco; mentre Edge ha etichettato la trama «un pasticcio confuso di fantascienza fantascientifica e sconcertante politica in stile L'attacco dei cloni».

### Critica retrospettiva

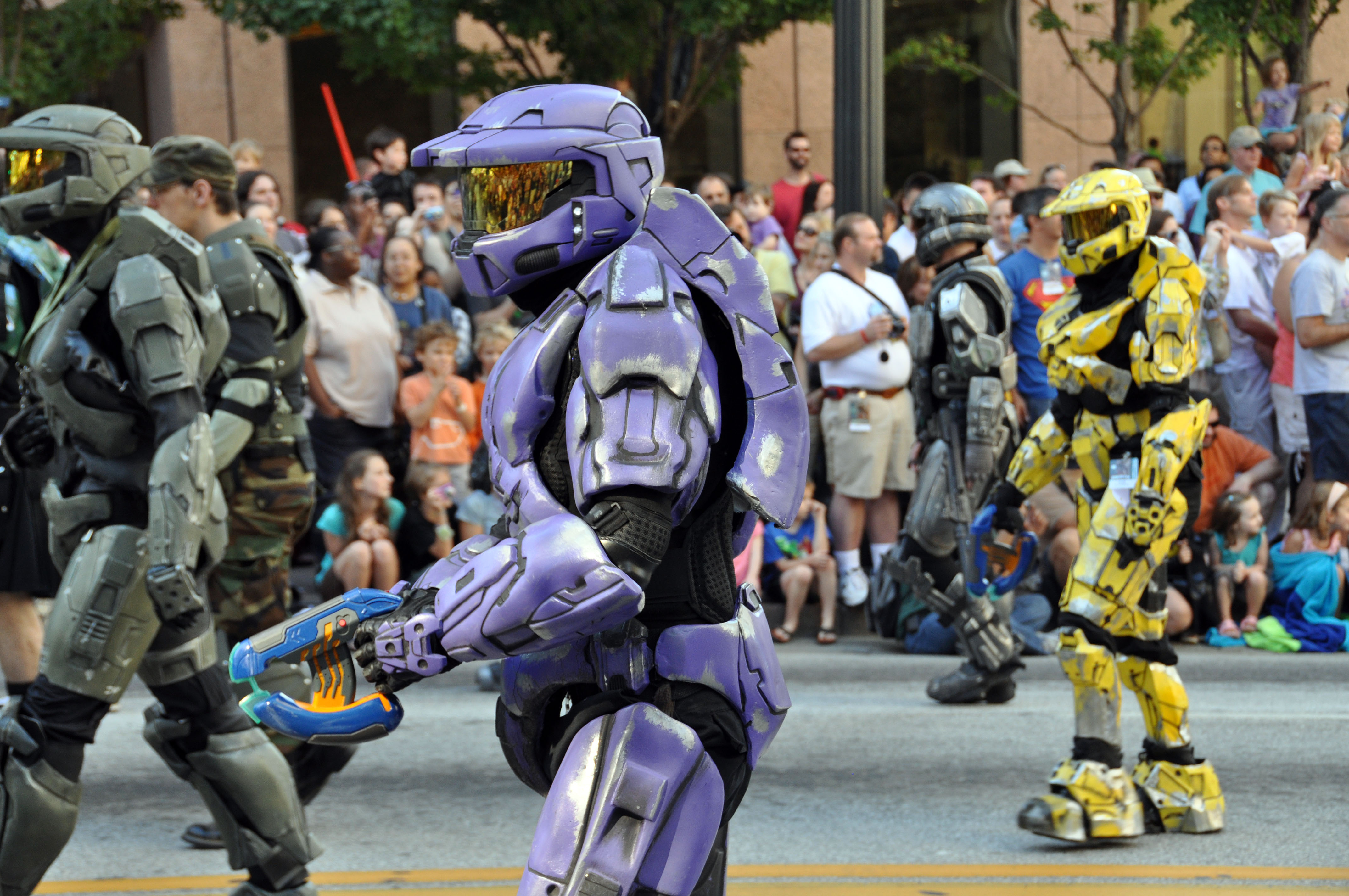
Cosplay di Halo 2 al Dragon Con di Atlanta del 2010

I risultati conseguiti in termini di risonanza e di ricavi da Halo 2 lo hanno reso uno dei prodotti di maggiore successo nell'industria del settore, con un totale di ricavi per il mondo dei videogiochi pari nel 2004 a 7,76 miliardi di dollari negli Stati Uniti. Il totale rappresentò un dato significativo, specie con riferimento alle vendite di giochi blockbuster, in quanto il box office nazionale aveva fatto registrare 9,4 miliardi di dollari, una cifra non troppo distante. La buona sorte di Halo 2 è stata giudicata dalla critica successiva come una prova di un cambio generazionale ormai imminente nel mondo dell'intrattenimento. Greg Bolton della CBC che osservato che prima dell'"effetto Halo 2", «l'industria dei videogiochi non aveva ancora trovato un volto pubblico riconoscibile, una grandissima star universalmente acclamata». Il sito web statunitense The Ringer ha definito Halo 2 gli conferì il merito di aver «fatto nascere i videogiochi come li conosciamo oggi: una condivisa esperienza di massa» e gli ha attribuito il merito di aver dato vita a una moderna infrastruttura multiplayer e di aver reso popolari gli sport elettronici.
La tecnologia del matchmaking di Halo 2 ha rappresentato uno dei punti di svolta nel settore dei giochi durante gli anni 2000, in quanto gettò le basi per un nuovo formato di altri prodotti. Sterling McGarvey, per conto dell'emittente televisiva statunitense G4, ha sottolineato come «il sequel della Bungie rappresentò una scarica di adrenalina per gli abbonamenti Xbox Live e svelò in anteprima molte delle funzionalità che avrebbero caratterizzato lo standard per il servizio online di Microsoft sulla futura console». I critici hanno attribuito al videogame il merito di aver spalancato le porte del multigiocatore online al pubblico delle console, assumendo il ruolo di una vera e propria killer app per Xbox Live. Paul Chapman, per conto del quotidiano canadese The Province, ha sottolineato come giochi quali Call of Duty: Modern Warfare 2 non sarebbero stati divertenti se Halo 2 non vi avesse spianato la strada.

### Riconoscimenti
Halo 2 ha vinto numerosi premi nell'industria dell'intrattenimento, tra cui "Gioco dell'anno per console", "Gioco d'azione dell'anno in prima persona per console", "Riconoscimento per il gameplay online d'eccellenza" e "Riconoscimento per il comparto sonoro d'eccellenza", oltre a una nomination per "Gioco dell'anno". Nel totale, il gioco ricevette più di 38 premi individuali. Il prodotto conseguì inoltre il secondo posto nelle categorie GameSpot's del 2004 come "Miglior sparatutto", "Migliori effetti sonori" e "Miglior musica originale" su tutte le piattaforme. Halo 2 compare nella lista de "I 200 migliori videogiochi del loro tempo" dalla Electronic Gaming Monthly nel 2006.

## Doppiaggio
| Personaggio            | Doppiatore originale     | Doppiatore italiano  |
| ---------------------- | ------------------------ | -------------------- |
| Master Chief           | Steve Downes             | Giorgio Melazzi      |
| Cortana                | Jen Taylor               | Donatella Fanfani    |
| Miranda Keyes          | Julie Benz               | Elisabetta Cesone    |
| Arbiter                | Keith David              | Silvio Pandolfi      |
| Mente Suprema          | Dee Bradley Baker        | Riccardo Rovatti     |
| Tartarus               | Kevin Michael Richardson | Marco Balzarotti     |
| Lord Hood              | Ron Perlman              | Antonio Rucco        |
| 343 Guilty Spark       | Tim Dadabo               | Gigi Rosa            |
| Rtas 'Vadumee          | Robert Davi              | Marco Balbi          |
| Leader degli Heretic   | Miguel Ferrer            | Claudio Moneta       |
| Sergente Avery Johnson | David Scully             | Leonardo Gajo        |
| Profeta del Rimorso    | Robin Atkin Downes       | Massimo Di Benedetto |
| Profeta della Pietà    | Hamilton Camp            | Gianni Gaude         |
| Profeta della Verità   | Bob O'Donnel             | Gianni Quillico      |

### Esplicative
1. ↑  Le ulteriori operazioni necessarie per rendere il prodotto disponibile in versione Windows furono curati da Microsoft Game Studios e da Pi Studios ( Halo 2 per PC vedrà solo Vista, su punto-informatico.it. URL consultato il 3 aprile 2022.;  Simone De Marzo, Halo 2 in esclusiva su PC con Windows Vista, su everyeye.it, 9 febbraio 2006.)
2. ↑  Ovvero fasi durante le quali gli sviluppatori sono costretti a lavorare con turni estremamente lunghi nella speranza di riuscire a concludere il prodotto entro la data imposta.

### Bibliografiche
1. 1 2 3 4 5  (EN) Halo 2 Instruction Manual, Microsoft Game Studios, 2004.
2. ↑   Andrea Riviera, Halo: La Storia Completa, su tomshw.it, 25 marzo 2022. URL consultato il 3 aprile 2022.
3. 1 2 3 4 5 6 7 8  (EN) Greg Kasavin, Halo 2 for Xbox Review, su GameSpot, 4 novembre 2007. URL consultato il 4 aprile 2022 (archiviato dall'url originale il 25 dicembre 2011).
4. ↑  (EN) Alex McLain, The Big One, su Xbox.com, Microsoft Corporation, 2007. URL consultato il 3 aprile 2022 (archiviato dall'url originale il 6 luglio 2007).
5. ↑   Davide Spotti, Addio al Live per la prima Xbox, su Eurogamer, 15 aprile 2010. URL consultato il 3 aprile 2022.
6. ↑  (EN) Daniel Terdiman, Last Halo 2 player finally leaves Xbox Live, su CNET.
7. ↑  (EN) Wesley Yin-Poole, 12 years after Halo 2 Vista, Halo is back on PC – with a bang, su Eurogamer, Gamer Network, 4 dicembre 2019. URL consultato il 3 aprile 2022.
8. ↑   Adriano Della Corte, Halo 2: posticipato lo spegnimento dei server multiplayer su PC, su everyeye.it, 13 febbraio 2013. URL consultato il 3 aprile 2022.
9. ↑  (EN) John Hopson, The time I tried to ruin Halo 2, su Polygon, Vox Media, 2 luglio 2019. URL consultato il 3 aprile 2022.
10. ↑  (EN) Halo 2 Matchmaking Overview, su Bungie, 30 gennaio 2007. URL consultato il 3 aprile 2022 (archiviato dall'url originale il 15 giugno 2013).
11. ↑   Simone Arpaia, Halo Combat Evolved: nei piani originali di Microsoft doveva essere un gioco esclusivamente multiplayer, su IGN, 27 dicembre 2021. URL consultato il 3 aprile 2022.
12. 1 2 3 4 5 6 7  (EN) Rob Fahey, Better Than Halo: The Making of Halo 2, su Eurogamer, 11 aprile 2010,  pp. 1-7. URL consultato il 4 aprile 2022.
13. ↑  (EN) Clint McCredie, The Complete History of Microsoft, su Sydney Morning Herald, 29 settembre 2008. URL consultato il 3 aprile 2022.
14. 1 2 3 4 5 6 7 8 9 10 11 12 13 14 15  (EN) Steven Haske, The Complete, Untold History of Halo, su Vice, Vice Media, 30 maggio 2017. URL consultato il 3 aprile 2022.
15. ↑   John Linneman, Halo 2 Anniversary: analisi tecnica, su Eurogamer, 9 novembre 2014. URL consultato il 3 aprile 2022.
16. 1 2 3 4 5 6 7 8  (EN) Anthony Agnello, When 'Halo 2' Invaded Planet Earth, su The Ringer. URL consultato il 3 aprile 2022.
17. ↑  (EN) Prerelease: Halo 2, su tcrf.net. URL consultato il 3 aprile 2022.
18. ↑  (EN) Bungie: Inside Halo 2, su halo.bungie.org, Film Oasis, settembre 2003. URL consultato il 3 aprile 2022.
19. ↑  (EN) Matthew Kumar, Q&A: Englobe's Edwards Talks Gaming's 'Geocultural Risks', su Gamasutra, 9 aprile 2008. URL consultato il 3 aprile 2022.
20. 1 2  (EN) Tua McLaughlin, IGN Presents The History of Halo, su IGN, 20 agosto 2007. URL consultato il 3 aprile 2022.
21. ↑  (EN) Belle Huston, Halo: 10 Weird Details You Never Knew About The Warthog, su thegamer.com, 22 aprile 2021. URL consultato il 3 aprile 2022.
22. ↑  (EN) Luke Smith, Bungie hates Halo 2?, su 1UP.com, 26 gennaio 2007. URL consultato il 3 aprile 2022 (archiviato dall'url originale il 19 ottobre 2012).
23. ↑  (EN) John Hopson, The time I tried to ruin Halo 2 user research, su Polygon, Vox Media, 2 luglio 2019. URL consultato il 3 aprile 2022.
24. ↑  (EN) Andrew G., Assembling A Cathedral Out Of A Hurricane - The Making of Halo 2, su medium.com, 15 dicembre 2019. URL consultato il 3 aprile 2022.
25. 1 2  (EN) Inside Bungie - Edge Online, su Edge, gennaio 2007. URL consultato il 3 aprile 2022 (archiviato dall'url originale il 22 gennaio 2007).
26. 1 2   Hedge Interviews Marty O'Donnell, su Halo.Bungie.Org, 14 gennaio 2003. URL consultato il 3 aprile 2022.
27. ↑  (EN) Halo Trilogy – The Complete Original Soundtracks, su GameZone, 1º dicembre 2008. URL consultato il 30 marzo 2022.
28. ↑   Martin O'Donnell, Introduction, su Halo 2 Original Soundtrack: Volume Two, Sumthing, 2006.
29. ↑  (EN) Martin O'Donnell, Introduction, su Halo 2 Original Soundtrack: Volume One, Sumthing, 2006.
30. ↑  (EN) Hilary Goldstein, Covering Halo 2: An Editor's Journey, su IGN, Ziff Davis, 9 settembre 2004. URL consultato il 3 aprile 2022.
31. ↑   Halo 2 nel 2004, su multiplayer.it. URL consultato il 3 aprile 2022.
32. ↑  (EN) Staff, Halo 2 Date, su IGN, Ziff Davis, 30 gennaio 2004. URL consultato il 3 aprile 2022.
33. 1 2 3   [E3 2004] 9 novembre: il giorno di Halo 2!, su multiplayer.it. URL consultato il 3 aprile 2022.
34. 1 2  (EN) Douglass Perry, Epilogue: Halo 2, su IGN, Ziff Davis, 7 dicembre 2004. URL consultato il 3 aprile 2022.
35. ↑  (EN) Jason Gallagher, Halo 2: The History of a Controversial FPS Classic, su Den of Geek, 14 novembre 2014. URL consultato il 3 aprile 2022.
36. ↑  (EN) Hollywood's Hooked On Halo, su Xbox.com, Microsoft, 27 ottobre 2004. URL consultato il 3 aprile 2022 (archiviato dall'url originale il 19 febbraio 2007).
37. ↑  (EN) Erik Brudvig, Master Chief Lands in New York, su IGN, Ziff Davis, 12 novembre 2004. URL consultato il 3 aprile 2022.
38. 1 2   Alessio Balbi, Xbox, Halo 2 è già un bestseller, su la Repubblica. URL consultato il 3
aprile 2022.
39. ↑   Laura Bogliolo, Enigma online, ecco Cicada: il gioco per reclutare le spie del futuro, su Il Messaggero, 9 gennaio 2014. URL consultato il 4 aprile 2022.
40. ↑  (EN) Simone Iker, Halo 2 Trailer, ILB, Halo Done Quick, su Slashdot, 23 luglio 2004. URL consultato il 4 aprile 2022.
41. ↑  (EN) Daniel Terdiman, I Love Bees Game a Surprise Hit, su Wired, 18 ottobre 2004. URL consultato il 5 aprile 2022 (archiviato dall'url originale il 10 luglio 2011).
42. ↑  (EN) Paolo Matrascia, [GDC 2005] - I Premi, i vincitori, su multiplayer.it, 10 marzo 2005. URL consultato il 4 aprile 2022.
43. ↑  (EN) Steve Peters, I Love Bees nominated for Webby Award, su ARGN, 12 aprile 2005. URL consultato il 4 aprile 2022.
44. ↑  (EN) Hilary Goldstein, Halo 2 Limited Collector's Edition, su IGN, Ziff Davis, 8 novembre 2004. URL consultato il 5 aprile 2022.
45. ↑  (EN) Mia Consalvo, Cheating: Gaining Advantage in Videogames, MIT Press, 2009,  p. 115, ISBN 978-02-62-03365-7.
46. ↑  (EN) Stephen Totilo, The 5 Most Notorious Multiplayer Gaming Glitches, su MTV, 5 febbraio 2009. URL consultato il 4 aprile 2022 (archiviato dall'url originale il 9 febbraio 2009).
47. ↑   Giuseppe Genga, Bungie cala il maglio del ban sui giocatori scorretti, su Mondo Xbox, 17 gennaio 2005. URL consultato il 4 aprile 2022.
48. 1 2   Pacchetto Mappe Di Halo 2 Ora Disponibile, su it.gaming-focus.com. URL consultato il 4 aprile 2022.
49. ↑   Giuseppe Genga, Le nuove mappe di Halo 2 sono gratuite!, su Mondo Xbox, 7 luglio 2007.
50. ↑   Elias Doulias, Halo 1 and 2 to run at 720p with Anti-aliasing on the Xbox 360, su IGN. URL consultato il 4 aprile 2022.
51. ↑   Halo 2 è morto. Viva Halo 2!, su Focus, 12 maggio 2010. URL consultato il 4 aprile 2022.
52. ↑   Simone De Marzo, Halo 2 in esclusiva su PC con Windows Vista, su everyeye.it, 9 febbraio 2006.
53. ↑  (EN) Halo 2 pushed back a bit, su IGN, 8 maggio 2007.
54. ↑  (EN) Ben Kuchera, Mooning Steve Ballmer: How a Bungie dev's butt may have cost Microsoft $500K, su Polygon, 14 aprile 2015. URL consultato il 4 aprile 2022.
55. 1 2   Pasquale Nigro, Microsoft motiva il ritardo di Halo 2 su Vista, su everyeye.it, 25 maggio 2007. URL consultato il 4 aprile 2022.
56. ↑   Tom Bramwell, Vista games cracked to run on XP, su GamesIndustry.biz, Eurogamer, 26 giugno 2007. URL consultato il 4 aprile 2022.
57. ↑   Halo 2 Q&A – Examining the New District Level, su GameSpot, 6 marzo 2007. URL consultato il 4 aprile 2022 (archiviato dall'url originale il 10 aprile 2014).
58. ↑   Damiano Pauciullo, Halo 2 Anniversary: confronto con la versione rimasterizzata, su gamelegends.it, 26 luglio 2014. URL consultato il 4 aprile 2022.
59. ↑   Halo 2: Anniversary è disponibile all'acquisto su Steam e Windows Store, su haloworld.it. URL consultato il 4 aprile 2022 (archiviato dall'url originale il 28 novembre 2021).
60. ↑  (EN) Tor Thorsen, Halo 2 hits 1.5 million preorders; mass midnight sales planned, su GameSpot, 19 ottobre 2004. URL consultato il 4 aprile 2022 (archiviato dall'url originale il 5 novembre 2012).
61. 1 2 3 4 5  (EN) Greg Bolton, Birth of a Nation; The genius marketing campaign behind Halo 2, su CBC.ca, Canadian Broadcasting Corporation, 14 gennaio 2005. URL consultato il 5 aprile 2022 (archiviato dall'url originale il 17 ottobre 2010).
62. ↑  (EN) Tom Loftus, Gamers go gunning for 'Halo 2', su MSNBC, 9 novembre 2004. URL consultato il 4 aprile 2022.
63. ↑   Staff, 'Halo 2' Invasion Causes Midnight Madness Frenzy, su Gamer Network, 8 novembre 2004. URL consultato il 4 aprile 2022.
64. 1 2  (EN) Asher Moses, Prepare for all-out war, su Sidney Morning Herald, 30 agosto 2007. URL consultato il 4 aprile 2022.
65. ↑  (EN) ELSPA Sales Awards: Double Platinum, su Entertainment and Leisure Software Publishers Association. URL consultato il 4 aprile 2022 (archiviato dall'url originale il 20 maggio 2009).
66. ↑  (EN) Eric Caoili, ELSPA: Wii Fit, Mario Kart Reach Diamond Status in UK, su Gamasutra, 26 novembre 2008. URL consultato il 4 aprile 2022 (archiviato dall'url originale il 18 settembre 2017).
67. ↑  (EN) Paolo Bellavista e Antonio Corradi, The Handbook of Mobile Middleware, CRC Press, 2016,  p. 1200, ISBN 978-1-4200-1315-3.
68. ↑  (EN) NPD: $9.9 billion worth of console games sold in 2004, su GameSpot, 18 gennaio 2005. URL consultato il 4 aprile 2022.
69. ↑  (EN) Garnett Lee, Videogame Sales Total $9.9 Billion in 2004, su GameZone. URL consultato il 4 aprile 2022.
70. ↑   Rosario Grasso, I record di Halo 2, su Hardware Upgrade, 9 giugno 2006. URL consultato il 4 aprile 2022.
71. ↑  (EN) Halo 2 tops Live most-played list, su Eurogamer, 21 febbraio 2006. URL consultato il 21 marzo 2022 (archiviato dall'url originale il 16 dicembre 2008).
72. ↑  (EN) Lev Grossman, The Halo Trinity, su Time, 18 aprile 2005. URL consultato il 4 aprile 2022.
73. ↑  (EN) Frank O'Connor, Halo: Contact Harvest, su Bungie, 10 maggio 2007. URL consultato il 4 aprile 2022 (archiviato dall'url originale il 22 agosto 2011).
74. ↑  (EN) Alex Zaharov-Reutt, Xbox LIVE: 6 million users and counting – thumbs nose at PS3, Wii, su itwire.com, iTWire, 8 marzo 2007. URL consultato il 4 aprile 2022 (archiviato dall'url originale il 1º agosto 2010).
75. ↑  (EN) R. Mitchell, Halo 2: 5 million players and counting, su Engadget, 10 maggio 2007. URL consultato il 4 aprile 2022.
76. ↑  (EN) Jonathan Sidener, Microsoft pins Xbox 360 hopes on 'Halo 3' sales, su The San Diego Union-Tribune, 25 settembre 2007. URL consultato il 4 aprile 2022 (archiviato dall'url originale il 22 maggio 2012).
77. ↑  (EN) Halo 2 (PC), su Metacritic. URL consultato il 4 aprile 2022.
78. 1 2  (EN) Halo 2 (Xbox) Reviews, su Metacritic. URL consultato il 4 aprile 2022.
79. 1 2 3  (EN) Tony Mott, Halo 2 review, su Edge, n. 144, Bath, Future Publishing, 2004,  pp. 74-75.
80. ↑  (EN) Adam Biessener e Bryan Vore, Halo 2, su Game Informer. URL consultato il 4 aprile 2022 (archiviato dall'url originale il 3 novembre 2007).
81. 1 2  (EN) Andy McNamara, Halo 2 review at Game Informer, su Game Informer. URL consultato il 4 aprile 2022 (archiviato dall'url originale l'11 ottobre 2007).
82. ↑  (EN) Jeff Gerstmann, Halo 2 Review, su GameSpot, 26 maggio 2007. URL consultato il 4 aprile 2022 (archiviato dall'url originale il 28 marzo 2012).
83. ↑  (EN) Thierry Nguyen, Halo 2 for Windows Vista, su GameSpy, 5 giugno 2007. URL consultato il 4 aprile 2022.
84. 1 2  (EN) Will Tuttle, GameSpy Halo 2 Review, su GameSpy, 9 novembre 2004. URL consultato il 4 aprile 2022.
85. ↑  (EN) Steve Butts, Halo 2 Review, su IGN, 5 giugno 2007. URL consultato il 4 aprile 2022.
86. ↑  (EN) Douglass Perry, Halo 2 review at IGN, su IGN, 7 novembre 2004. URL consultato il 4 aprile 2022.
87. ↑  (EN) GameSpy's 2004 Top 10 Games of the Year, su goty.gamespy.com (archiviato dall'url originale il 16 aprile 2009).
88. ↑   Halo saga: la classifica delle campagne e dei multiplayer, su everyeye.it, 25 luglio 2020. URL consultato il 4 aprile 2022.
89. ↑  (EN) Tom Ham, Reivews: Halo 2 and Donkey Konga, su Washington Post, 14 novembre 2004. URL consultato il 4 aprile 2022.
90. ↑  (EN) Hanuman Welch, 10 of the Most Influential Games Turning 10 in 2014, su Complex, Complex Networks, 27 marzo 2014. URL consultato il 4 aprile 2022.
91. ↑  (EN) Alessandro Fillari, Most Influential Games Of The 21st Century: Half-Life 2, su GameSpot, Red Ventures, 21 novembre 2019. URL consultato il 4 aprile 2022.
92. ↑   Halo 2, su spaziogames.it, 5 giugno 2007. URL consultato il 4 aprile 2022.
93. ↑  (EN) Sterling McGarvey, The First Decade: The Industry's Turning Points in the '00s, su G4TV, 23 dicembre 2009. URL consultato il 4 aprile 2022 (archiviato dall'url originale il 24 settembre 2015).
94. ↑  (EN) Top 15 Events in the Past Decade of Gaming, su Popular Mechanics, 24 dicembre 2009,  p. 3. URL consultato il 4 aprile 2022.
95. ↑  (EN) Ryan McCaffrey, Top 100 Video Games of All Time: Halo 2, su IGN, Ziff Davis, 18 ottobre 2019. URL consultato il 4 aprile 2022.
96. ↑  (EN) Paul Chapman, Top games of the decade; These 10 titles changed the way we played, su Canwest, 3 gennaio 2010. URL consultato il 4 aprile 2022 (archiviato dall'url originale il 24 maggio 2012).
97. ↑  (EN) Halo 2 awards, su IMDB. URL consultato il 22 marzo 2022.
98. ↑  (EN) Best and Worst of 2004, su GameSpot, 5 gennaio 2005. URL consultato il 4 aprile 2022 (archiviato dall'url originale il 7 marzo 2005).
99. ↑  (EN) The Greatest 200 Video Games of Their Time, in Electronic Gaming Monthly, n. 200, EGM Media, febbraio 2006,  p. 84. URL consultato il 4 aprile 2022.